# غيتازات (أرارات)
مدينة غيتازات (بالأرمينية:Գետազատ) (بالإنجليزية: Getazat)‏ هي إحدى المدن التابعة لمقاطعة أرارات في أرمينيا. يقدر عدد سكانها بـ 1829 نسمة حسب الإحصاء الذي جرى عام 2011.